# 劣化ウラン
劣化ウラン（れっかウラン、英語: depleted uranium、略称：DU）は、ウラン235の含有率が天然ウランの0.720%より低くなったものと定義されている。ウラン濃縮の際に副産物として生成されるものは、ウラン235の同位体存在比が0.2から0.3%と半分未満である。またウラン235の濃度が低下した使用済み核燃料をさすこともある。減損ウラン（げんそんウラン）とも呼ばれる。
とくに天然ウランからウラン235を分離した残渣物を劣化ウラン、使用済み核燃料起源のものを減損ウランという事もある。

## 概要
天然ウランには、熱中性子による核分裂反応を起こしやすいウラン235と起こしにくいウラン238が含まれ、このうちウラン235の含有率は0.7%程度である。この天然ウランからウラン濃縮によって濃縮ウランを得た後に残された部分は、通常、ウラン235の含有率が0.2%程度であり、天然ウランに及ばないため、これを劣化ウランと呼ぶ。さらに濃縮を行なって劣化ウランに残存するウラン235の割合を下げ、より多くの濃縮ウランを得る事もできるが、新たにウラン鉱石を採鉱・精製・濃縮することと比較してコストがかかるために行われない。濃縮の際に六フッ化ウランとするため、劣化ウランを利用する場合には加水分解して酸化物とするか、さらに還元して金属として用いる。

## 用途

### 原子力産業以外での用途

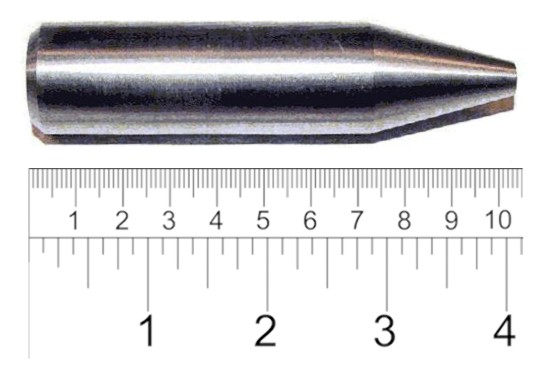
劣化ウランを使用した徹甲弾の弾芯（アメリカ軍の30mm機関砲用）

高密度を利用した用途
ウランは密度が高い金属であるため、従来使用されていた鉛やタングステンに代わり、ロケットや航空機の動翼カウンターウェイト、列車や車両等の重心微調整用の重り（マスバランス）として使用されている。
放射線遮蔽能力を利用した用途
原子番号が大きいことからX線やガンマ線の遮蔽効果が大きく、医療用放射線機器等から発生する放射線の遮蔽に用いられている。
高密度・高強度を利用した用途
アメリカなど一部の国では戦車砲の徹甲弾や航空機関砲の弾丸として用いられている。通常用いられるタングステン等よりも特性面で優れているためである。さらに、元が核燃料製造時の廃棄物であるので原材料のコスト面でも有利である。ただし、ウランはタングステンよりも化学的に活性であり粉末が空気中で自然発火するほどであること、放射性物質であることなど、取り扱いに難があるため、コスト面を比較する上ではメリットについては加工や加工設備に必要なコストも考慮する必要がある。そのほか、M1エイブラムス戦車の改良型は、複合装甲の部材として用いており、また核兵器のタンパーとしても用いられている。
化学的特性を利用した用途
大規模大容量蓄電施設に使われるレドックス・フロー電池で、現在主に使われているバナジウムより安価で、充電損失が少ない優れた特性を有することで、実用化が期待されている。

### 原子力産業における用途
ウラン235の濃度が低いため、劣化ウランは軽水炉の核燃料としては利用できない。しかし、ウラン238に中性子を吸収させ、核分裂を起こしやすいプルトニウム239へと転換させることができるため、高速増殖炉に用いる燃料として期待されている。

## 医学的危険性の主張と反論

### 危険性の主張
劣化ウランは重金属である。したがって、他の重金属と同様に重金属中毒の原因となる。主に腎臓の障害を引き起こす。なお、劣化ウランの毒性は鉛や水銀よりも低く、砒素と同程度である。
また残留放射能による被曝も指摘されており、湾岸戦争で劣化ウラン弾を使用した地域で白血病の発症率や奇形児の出生率が増加した、あるいは米軍帰還兵の湾岸戦争症候群などの健康被害の原因が劣化ウラン弾だと主張する意見がある。

### 反論
こうした環境問題について、アメリカやWHOは証拠が不十分と否定的な立場をとっている（ただし、WHOは子供が口にすることのないように警告している）。

## 放射能
劣化ウランでは、濃縮過程においてウラン235及びウラン234の割合が少なくなる。これらのウラン同位体はウラン238に比べて半減期が短い（放射能が高い）ため、劣化ウランの放射能は天然ウランの放射能に対して相対的に低いと言える。なお、ここでいう天然ウランは、ウラン鉱石を精製して得られた濃縮処理を行なっていないウランで、比較対象の劣化ウランと同一の化学形態であるとする。また、劣化ウランについても天然ウランに由来するものであるとする。これは、再処理核燃料由来の劣化ウランの場合、原子炉での核反応条件にもよるが、半減期の短いウラン236を一定量含んでいるためである。

### 標準的な値
IAEAによると、純粋な天然ウラン1mg当りの放射能が25.4Bqであるのに対して、劣化ウラン中のウラン1mg当りの放射能は14.8Bqである。核種別の内訳を見ると、標準的な劣化ウランには、ウラン238・ウラン235・ウラン234がそれぞれ、99.8%・0.2%・0.001%の割合で含まれており、それぞれが持つ放射能の割合は、83.7%・1.1%・15.2%である。

### ウラン同位体同士の放射能比
ウラン238の半減期は約45億年、ウラン235の半減期は7億年であり、純粋なウラン235の比放射能は純粋なウラン238に比べて約6倍高い。しかし、天然ウランの同位体比はウラン238が約99.3%であり、ウラン235が約0.7%である事から、天然ウラン中での存在比はウラン238がウラン235の約140倍である。これらより、天然ウランがウラン238とウラン235だけから成っていると仮定すると、ウラン235はその放射能のうち約4.8%を占めることになる。しかしながら、天然ウランにはさらにウラン234が含まれていることを考慮する必要がある。ウラン234はウラン238のひ孫核種であり、ウラン238とウラン234は放射平衡を形成している。このため天然ウラン中に存在するウラン234はウラン238と同じだけの放射能をもっている。これらより、天然ウラン中でのウラン235に由来する放射能は、約2.4%と算出できる。

### ウラン系列の崩壊生成物
ウラン238は、鉛206に到るまでおおむね14回ウラン系列に沿って壊変を繰り返す。そして、ウラン238の半減期はどの子孫核種と比べても半減期が飛びぬけて長い。したがって、壊変系列全体が放射平衡となる。すなわち、ウラン238のもつ放射能は系列全体の約1/14である。ただし、途中のラドンは気体なので大気中に放出する分がある。実際の天然ウランではこれより高い割合となる。ウラン235についてはアクチニウム系列で壊変を繰り返す。
ウラン廃棄物からウランを回収する方法として、ウラン高選択性吸着剤PVPP（ポリビニルポリピロリドン）の活用の研究が、東京工業大学池田研究室で行われている。

### 精製後の放射能の増加
精製ウランの放射能は、時間とともに一定の強さにまで増加していく。これは、ウラン鉱石の精製の過程で除去された、ウラン系列、アクチニウム系列に属するウラン以外の核種が、順次壊変によって生成されるためである。ウラン238の場合、娘核種のトリウム234との半減期に、1010オーダの差があるため、永続平衡が成立する。トリウム234と、ウラン238の孫核種、プロトアクチニウムとの間にも同様に永続平衡が成立する。よって、孫核種までの永続平衡によって放射能は単体の3倍となる。永続平衡成立には二番目に半減期が長い核種の10倍程度の時間がかかるため、200日程度で平衡に達する。
ウラン238とウラン234の間にも104オーダでの半減期の差があり、永続平衡は成立するが、成立には106年オーダの時間が必要である。よってこれ以降の壊変は、工学上考慮する意味がない。天然ウランのように、ウラン238の寄与分が1/14となるまでには、非常に長い時間が必要である。

### 劣化ウランの放射線による人体の影響
ここでは放射線による影響だけを述べる。
劣化ウランには臨界のおそれがないため、人体への影響は外部被曝と内部被曝だけを考えればよい。影響を考える場合には、ウランが容器・建屋等に密封されている場合と、そうでない場合（非密封）に大別される。
また、ウランは上述のようにウラン系列、アクチニウム系列を形成するため、系列中の核種についても影響を考慮する必要がある。特に、ラドンは気体であるために注意が必要である。
密封されている場合には、ウランの出すアルファ線は遮蔽されているため、人体に対する影響は鉛214やビスマス214等のウラン系列でガンマ線強度が高いものだけを考えればよい。非密封の場合には内部被曝（呼吸や口、及び傷口からウランが体内に入り、影響を与える）を考慮する必要がある。内部被曝の場合、アルファ線、ベータ線放出核種が重要で、ガンマ線放出核種の寄与は少ない。
呼吸による内部被曝は、ウラン粉末が空気中に漂う量と人間の呼吸量を積算して体内に入る量を決める。このとき、影響を受ける部位を特定するにはウランの化学形態をも考慮する必要がある。吸入後、水溶性の化合物は速やかに体内に取り込まれた後に排泄されるが、安定な化合物は体液への移行に時間がかかり肺の内部に長く留まって影響を与える。
劣化ウランが放出するα線は弱く、その放射線の人体に与える影響は小さいとされる。しかし湾岸戦争後のGulf War Syndromeなどに現れたように、劣化ウランの粉塵を吸い込んだ場合、あるいは劣化ウランを使用した弾を受けることによる中毒および放射線障害の可能性が検討されている。

## その他
2017年11月に原子力規制庁の職員が、インターネットのオークションサイト・ヤフオク!で、ウランとみられる物質が売買されていることを発見した。サイト上では「ウラン99.9%」と記載されていた。2018年1月に原子力規制庁から警視庁に通報。警視庁は出品者と購入者を特定し、物質を押収。物質は劣化ウランやウラン精鉱とみられ、日本原子力研究開発機構に鑑定を依頼している。簡易的な検査で放射線が確認されており、出品者の入手経緯なども捜査している。